# Néstor Almanza
Néstor Almanza (* 29. März 1971) ist ein ehemaliger kubanischer Ringer. Er wurde 1993 Weltmeister im griechisch-römischen Stil im Weltergewicht.

## Werdegang
Néstor Almanza begann als Jugendlicher mit dem Ringen. Er war Mitglied des Sportclubs Cerro Pelado Havanna und konzentrierte sich auf den griechisch-römischen Stil. Der 1,80 Meter große Athlet rang als Erwachsener immer im Weltergewicht, der Gewichtsklasse bis 74 kg Körpergewicht. Neben dem Ringen absolvierte er eine Ausbildung zum Sportlehrer. Nach Beendigung seiner aktiven Ringerzeit wurde er Ringertrainer und ist nunmehr (2013) Cheftrainer des kubanischen Ringerverbandes, zuständig für die Ringer im griechisch-römischen Stil.
Sein erster Start bei einer internationalen Meisterschaft war der bei der Junioren-Weltmeisterschaft 1989 in Budapest. Er gewann dort den Titel im Leichtgewicht vor dem Polen Jan Kasprzak und Oleg Tokarjew aus der Sowjetunion. 1992 wurde er panamerikanischer Meister im Weltergewicht vor David Butler aus den Vereinigten Staaten. Im gleichen Jahr qualifizierte er sich auch für die Teilnahme an den Olympischen Spielen in Barcelona. Er kam dort zu Siegen über Alexandros Triantafilidis, Griechenland, Dobri Iwanow, Bulgarien und Yvon Riemer, Frankreich, verlor aber dann gegen Mnazakan Iskandarjan, Russland und Torbjörn Kornbakk aus Schweden, womit er auf den medaillenlosen 4. Platz abrutschte.
Den größten Erfolg in seiner Laufbahn feierte Néstor Almanza dann 1993, als er in Stockholm Weltmeister im Weltergewicht vor dem Olympiazweiten von 1992 Józef Tracz aus Polen, Yvon Riemer und Torbjörn Kornbakk wurde. Im Finale besiegte er dabei Józef Tracz knapp mit 2:1 Punkten. Bei der Weltmeisterschaft 1994 konnte er diesen Titel nicht verteidigen. Er belegte bei dieser Meisterschaft nur den 8. Platz. Neuer Weltmeister wurde Mnazakan Iskandarjan.
Zwischenzeitlich war Néstor Almanza in Kuba vor allem in Filiberto Ascuy Aguilera ein Konkurrent erwachsen, den er nicht mehr besiegen konnte. Er kam deshalb, bis auf eine Ausnahme, zu keinen weiteren Einsätzen bei internationalen Meisterschaften mehr. Die Ausnahme war sein Start bei der Panamerikanischen Meisterschaft 2000 in Cali/Kolumbien, wo er im Weltergewicht hinter Matt Lindland aus den Vereinigten Staaten den 2. Platz belegte.
Nach seiner aktiven Karriere begann er eine Trainerlaufbahn im staatlichen Sportwesen. Aktuell (Stand 2013) ist er Jugendnationaltrainer.

## Internationale Erfolge
| Jahr | Platz | Wettbewerb                                               | Gewichtsklasse | Ergebnisse |
| 1989 | 1.    | Junioren-WM in Budapest                                  | Leicht         | vor Jan Kasprzak, Polen und Oleg Tokarjew, Sowjetunion |
| 1990 | 2.    | Per-Gynt-Cup in Kolbotn/Norwegen                         | Welter         | hinter Kim Sung-moon, Südkorea, vor Roy Andresen, Norwegen |
| 1990 | 3.    | Welt-Cup in Göteborg                                     | Welter         | hinter Bissolt Dezijew, UdSSR und Torbjörn Kornbakk, Schweden |
| 1992 | 1.    | Panamerikanische Meisterschaft                           | Welter         | vor David Butler, USA und Rudolfo Hernández Vázquez, Mexiko |
| 1992 | 4.    | OS in Barcelona                                          | Welter         | nach Siegen über Alexandros Triantafilidis, Griechenland, Dobri Iwanow, Bulgarien und Yvon Riemer, Frankreich und Niederlagen gegen Mnazakan Iskandarjan, Russland und Torbjörn Kornbakk, Schweden |
| 1992 | 1.    | Welt-Cup in Besançon                                     | Welter         | vor Bislan Tschagijew, Russland und Dan Russell, USA |
| 1993 | 1.    | WM in Stockholm                                          | Welter         | vor Józef Tracz, Polen, Yvon Riemer und Torbjörn Kornbakk |
| 1993 | 1.    | Central Amerikanische Meisterschaft in Ponce/Puerto Rico | Welter         | vor Antonio Néstor García, Venezuela und Rudolfo Hernández Vázquez, Mexiko |
| 1994 | 3.    | Intern. Turnier in Camagüey                              | Welter         | hinter Ghani Yalouz, Frankreich und Filiberto Ascuy Aguilera, Kuba |
| 1994 | 2.    | FILA-Gala in Concord/USA                                 | Welter         | hinter Galust Abramjan, Armenien, vor Filiberto Ascuy Aguilera und Jaroslav Zeman, Tschechien |
| 1994 | 8.    | WM in Stockholm                                          | Welter         | Sieger: Mnazakan Iskandarjan vor Józef Tracz und Torbjörn Kornbakk |
| 2000 | 2.    | Panamerikanische Meisterschaft in Cali/Kolumbien         | Welter         | hinter Matt Lindland, USA, vor Jean Ramírez, Venezuela und Alexandro Matías Baez, Mexiko |

## Erläuterungen
- alle Wettkämpfe im griechisch-römischen Stil
- OS = Olympische Spiele, WM = Weltmeisterschaft
- Leichtgewicht, Gewichtsklasse bis 68 kg, Weltergewicht, bis 1996 bis 74 kg, von 1997 bis 2001 bis 76 kg Körpergewicht